# Frank Vincent
Pour les articles homonymes, voir Frank Vincent (homonymie), Vincent et Gattuso.
Frank Vincent Gattuso Jr., simplement dit Frank Vincent, est un acteur américain d'ascendance italienne, né le 15 avril 1937 à North Adams, dans le Massachusetts, et mort le 13 septembre 2017 à Nutley, dans le New Jersey.
Il est surtout connu pour son rôle éminent de Phil Leotardo dans la série HBO, Les Soprano et pour sa collaboration dans les films de Martin Scorsese comme Raging Bull, Les Affranchis et Casino.

## Biographie

### Jeunesse
Frank Vincent, d'ascendance italienne (ses ancêtres étaient originaires de Sicile et de Naples), est né à North Adams dans le Massachusetts et a grandi à Jersey City dans le New Jersey. Son père, Frank Vincent Gattuso Sr. était monteur-levageur et entrepreneur. Il a deux frères, Nick et Jimmy et une demi-sœur, Fran.

### Carrière
Il veut se lancer initialement dans une carrière musicale en tant que batteur, trompettiste et pianiste. Mais en 1976, il devient acteur en jouant dans un film de gangster à petit budget, The Death Collector avec Joe Pesci, et tous deux sont remarqués par Robert De Niro.
De Niro les fait connaître à Martin Scorsese et ce dernier, impressionné par leurs performances, les engage. En 1980, Frank Vincent joue un second rôle dans Raging Bull, dans lequel il est de nouveau en compagnie de Pesci et a comme covedette De Niro. Vincent, Pesci et De Niro apparaissent ensemble dans plusieurs films ultérieurement. Dans la plupart de leurs films ensemble, le personnage de Vincent a une relation antagoniste avec le personnage de Pesci, et ils finissent généralement par s'attaquer ou s'entretuer.
Frank Vincent a des petits rôles dans deux films de Spike Lee, Do the Right Thing (1989) et Jungle Fever (1991).
Frank Vincent a souvent joué des rôles de gangster. En 1990, il apparaît dans Les Affranchis de Scorsese, où Frank Vincent interprète un caporegime de la famille Gambino, William Devino (alias Billy Batts) qui est tué par Joe Pesci en étant tabassé à mort. En 1995, il joue encore dans un film de Scorsese, Casino, où il interprète Frank Marino (basé sur la vie du mafieux Frank Cullotta) le bras-droit du personnage de Pesci.
En 1996, Vincent apparaît dans un clip vidéo du rappeur Nas pour la chanson "Street Dreams" comme le personnage de Frankie Marino du film de Scorsese Casino. La même année, il joue dans un film pour la télévision, Gotti, où il interprète Robert "D.B." DiBernardo, un associé du parrain mafieux John Gotti dont le film relate la vie.
Par ailleurs, il double la voix du mafieux Salvatore Leone dans trois jeux vidéo controversés de la saga Grand Theft Auto : Grand Theft Auto III en 2001, Grand Theft Auto: San Andreas en 2004 et Grand Theft Auto: Liberty City Stories en 2005.
Entre 2004 et 2007, dans la série HBO Les Soprano, il interprète le caporegime puis l'impitoyable boss de la famille Lupertazzi, Phil Leotardo. La famille Lupertazzi de New-York va se retrouver en conflit avec la famille du New-Jersey, dirigée par Tony Soprano, ce qui sera une des trames narratives principales de toute la saison 6.

### Mort
Il meurt des suites d'une complication après une opération cardiaque dans un hôpital du New Jersey, à l'âge de 80 ans.

## Filmographie
Sauf indication contraire, les informations mentionnées dans cette section peuvent être confirmées par les bases de données cinématographiques  présentes dans la section « Liens externes ».

### Télévision
- 1991 : Dead and Alive: The Race for Gus Farace (téléfilm) : Joseph F. Zanni Jr.
- 1996 : On Seventh Avenue de Jeff Bleckner (téléfilm) : Angelo Occipente
- 1996 : Gotti (téléfilm) : Robert DiBernardo
- 1998 : Mafia - La trahison de Gotti (Witness to the Mob) (téléfilm) : Frankie DeCicco
- 1999 : NetForce (téléfilm)
- 2003 : Rubout (téléfilm) : Frank Santello
- 2004 - 2007 : Les Soprano : Phil Léotardo
- 2008 : Stargate Atlantis (téléfilm)], saison 5, épisode 19, Vegas : Joueur de poker

### Doublage

#### Film d'animation
- 2004 : Gang de requins (Shark Tale) : Great White #3

#### Télévision
- 2014: Killogy Animated Series : Sally Sno Cones
- 2014–2016: Mr. Pickles : Jon Gabagooli

#### Jeu vidéo
- 2001 : Grand Theft Auto III : Salvatore Leone
- 2004 : Grand Theft Auto: San Andreas : Salvatore Leone
- 2005 : Grand Theft Auto: Liberty City Stories : Salvatore Leone

## Voix françaises
- Georges Claisse dans Raging Bull
- Jean-Claude Donda dans Do the Right Thing
- Pierre Hatet dans Les Affranchis
- Jacques Richard dans Pensées mortelles
- Patrick Préjean dans Jungle Fever
- Roger Dumas dans Casino
- Richard Leblond dans La Famille trahie (téléfilm)
- Bernard Allouf dans Les Soprano (série télévisée)
- José Luccioni dans Chicago Overcoat